# Nikki Benz
Pour les articles homonymes, voir Benz.
Nikki Benz, née le 11 décembre 1981 à Marioupol (RSS d'Ukraine), est une actrice et réalisatrice de films pornographiques canadienne d'origine ukrainienne. Elle est au cœur d’un scandale au sein du monde de la pornographie en étant la victime de violences lors d’un tournage et en brisant l’omerta autour de ce sujet. Elle prend alors une pause dans sa carrière avant de revenir plusieurs mois plus tard. Elle est aujourd’hui une défenseuse du droit des femmes et de la garantie de liberté des actrices dans le milieu du X.

## Biographie
Nikki Benz est née en Ukraine. À l'âge de sept ans, elle quitte son pays natal pour Toronto au Canada, pays d'origine de son père.
Elle débute avant sa majorité comme modèle, défile pour des couturiers. Après ses 18 ans, elle commence à trouver sa voie dans le milieu du striptease.
Benz débute comme actrice X dans les boîtes privées d'Italie en contactant un réalisateur de films pornographiques quelque temps avant ses 21 ans. Elle signe alors son premier contrat avec Pleasure Productions en janvier 2003. Son premier tournage fut une scène lesbienne avec Gina Lynn dans Strap-On-Sally 20, et elle a tourné pour la première fois avec un homme Ben English dans The Sweetest Thing.
À la fin de son contrat (de 18 mois), elle décide de partir à Los Angeles où elle signe chez Jill Kelly Productions en septembre 2004, pour enfin signer un contrat avec TeraVision un an plus tard. Ce contrat est désormais rompu pour défaut de paiement.
Benz a joué sa première scène anale dans Test Drive avec l'acteur serbe Filip Sebe et sa seconde dans Sexpose' Nikki Benz.
En 2009, elle fait une apparition dans la série de FoxSports Cubed, en 2012 dans le film My Trip Back to the Dark Side.
En 2013, elle joue en tant que figurante dans le film No Pain No Gain où on la voit dans quelques scènes en tant que strip-teaseuse.
En 2013, il est révélé que le compte Twitter de Barack Obama suit le sien (de même que ceux d'autres actrices pornographiques) depuis au moins trois ans.
En mai 2014, Nikki Benz a annoncé sa candidature à la mairie de Toronto via son compte Twitter. Sa candidature a été invalidée car elle ne disposait pas de document officiel attestant de son domicile.

## Vie privée
En 2014, alors qu'elle est en vacances aux Emirats arabes unis, Nikki se brouille publiquement avec l'actrice pornographique Lisa Ann, également sa partenaire à l'écran dans certains films. Celle-ci lui reproche de camoufler ses activités d'escorting en prétextant de fêter son anniversaire à Dubaï, lieu de prédilection de nombreuses escort-girls. Au cours de la dispute, Nikki Benz déclare que Lisa Ann consommait de la cocaïne et couchait régulièrement avec des joueurs de NBA et des rappeurs,.
Le 28 novembre 2015, Nikki Benz vogue seins nus dans un quartier très fréquenté de New York avec l'actrice pornographique Alexis Texas,.
En 2016, elle déclare sur son compte instagram avoir été victime de violence de la part de son partenaire à l'écran James Deen au cours d'une scène. Par solidarité, Brazzers décide de cesser toute collaboration avec le producteur concerné et les séquences en question ne seront jamais exploitées.

## Récompenses et nominations

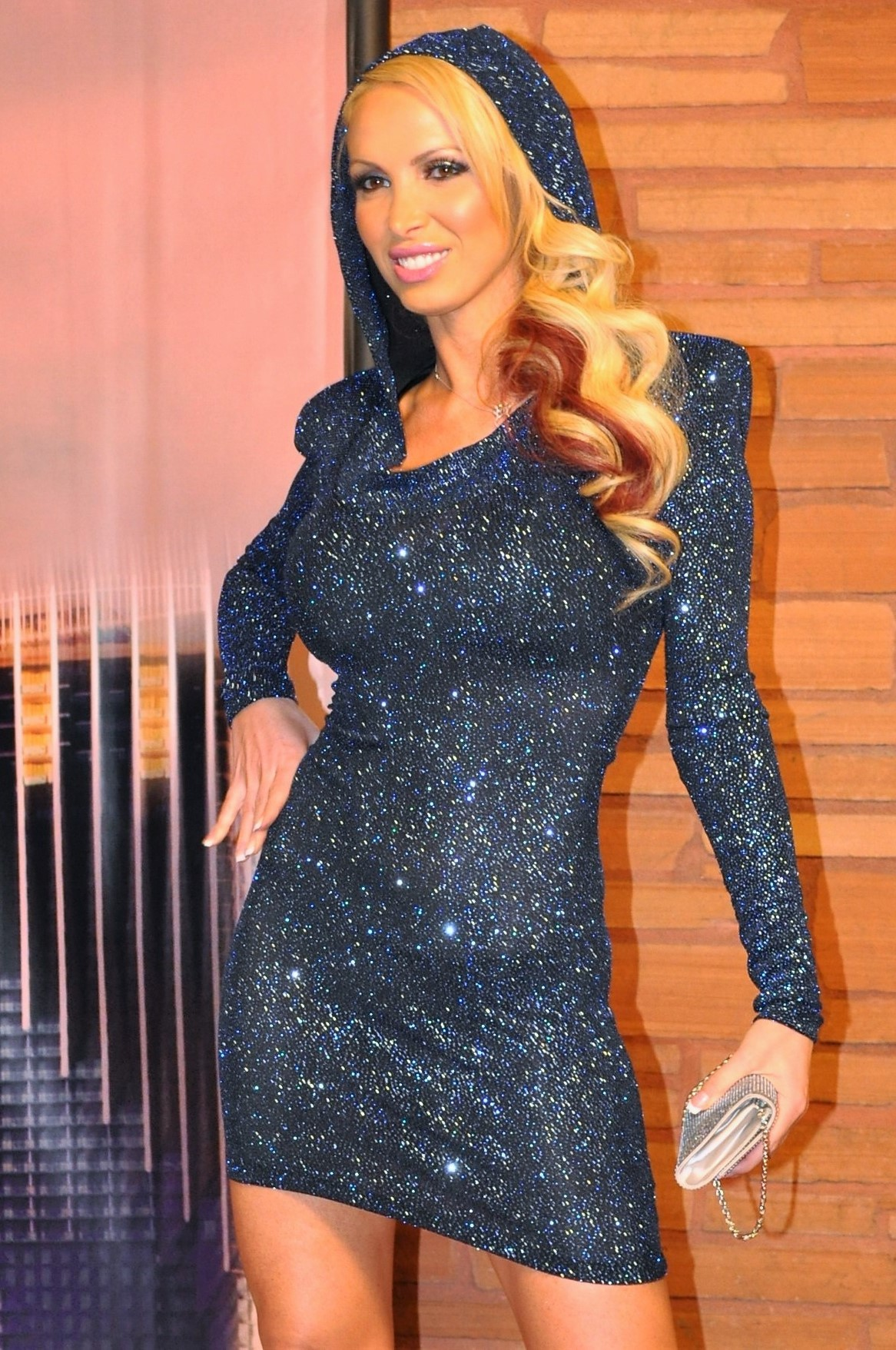
Nikki Benz aux 37ème AVN Awards en 2011.

- 2010 : AVN Award nommée – Best All-Girl Three-Way Sex Scene – Penthouse: Slave for a Night avec Sophia Santi et Angie Savage
- 2010 : Penthouse Pet
- 2010 : XBIZ Award nommée – Crossover Star of the Year
- 2010 : XBIZ Award nommée – Female Performer of the Year
- 2010 : XBIZ Award nommée – Pornstar Website of the Year
- 2010 : F.A.M.E. Award nommée - Hottest Body, Favorite Female Starlet, Favorite Breasts
- 2010 : Adult Night Club & Exotic Dancer Awards nommée - Pornstar Feature Performer of The Year
- 2008 : F.A.M.E. Award nommée – Hottest Body
- 2008 : AVN Award nommée – Best Three-way Sex Scene – Meet the Fuckers 6
- 2007 : Adult Night Club & Exotic Dancer Awards nommée – Feature Porn Star Performer of the Year
- 2006 : Adult Night Club & Exotic Dancer Awards nommée – Entertainer of the Year
- 2006 : AVN Award nommée – Best Tease Performance – Take No Prisoners
- 2006 : AVN Award nommée – Best Supporting Actress, Video – Jack's Teen America 2
- 2006 : AVN Award nommée – Best Couples Sex Scene, Video – Take No Prisoners

## Filmographie

### Cinéma traditionnel
- 2012 : My Trip Back to the Dark Side de Shane Stanley (en)
- 2013 : No Pain No Gain (Pain and Gain) de Michael Bay: la strip-teaseuse

### Cinéma pornographique
- 2002 Strap-On Sally 20
- 2003 Strap-On Sally 21 & 22
- 2004 Devon: Erotique
- 2005 Lipstick Lingerie and Lesbians
- 2006 No Man's Land 42
- 2007 Girlvana 3
- 2008 No Boys, No Toys 2
- 2009 Woman's Touch 1
- 2010 Girls Who Want Girls
- 2011 Lesbian Lust 4
- 2012 Lisa Ann Lesbian Milf Adventures: Mommy Needs Pussy Too
- 2013 Hot and Mean 9
- 2014 MILF Thing
- 2015 Little Fur-maids